# Папуга бразильський
Папу́га бразильський (Touit purpuratus) — вид папугоподібних птахів родини папугових (Psittacidae). Мешкає в Амазонії та на Гвіанському нагір'ї.

## Опис

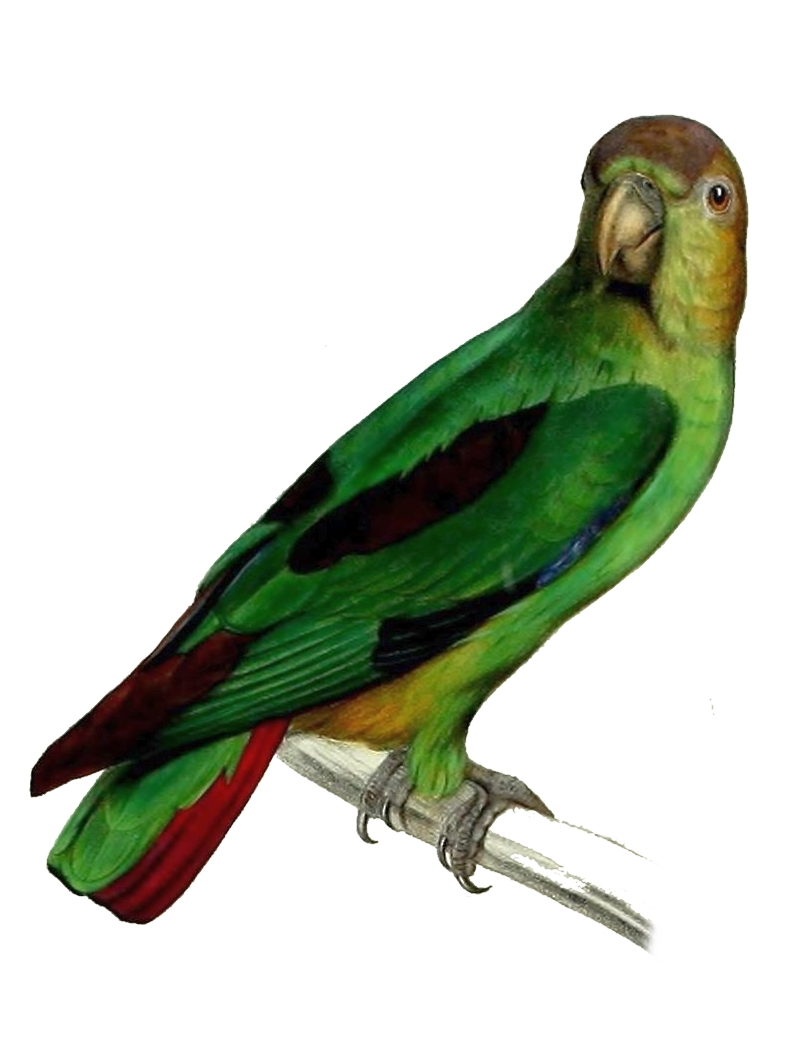
Бразильський папуга

Довжина птаха становить 17-18 см, вага 54-66 г. Забарвлення переважно зелене, у представників номінативного підвиду верхня частина голови оливково-коричнева, у представників підвиду T. p. viridiceps зелена. Спина і крила темно-зелені, плечі і покривні пера крил темно-коричневі, формують на крилах V-подібну смугу, нижні покривні пера крил зелені, кінчики крил пурпурово-сині. Нижня частина спини і надхвістя сині, крайні стернові пера червоні, центральні стернові пера зелені. У самців стернові пера мають чорні кінчики, у самців вони зелені. Крісм того, у самиць плечі блідіші. Забарвлення молодих птахів є подібним до забарвлення самиць, однак більш тьмяне, має оливковий відтінок. Дзьоб світло-сірий, лапи чорні.

## Підвиди
Виділяють два підвиди:
- T. p. purpuratus (Gmelin, JF, 1788) — південна Венесуела, Гвіана, північ Бразильської Амазонії;
- T. p. viridiceps Chapman, 1929 — південна Венесуела, південно-східна Колумбія, схід Еквадору, північний схід Перу, північний захід Бразильської Амазонії.

## Поширення і екологія
Бразильські папуги мешкають в Колумбії, Еквадорі, Перу, Бразилії, Венесуелі, Гаяні, Суринамі і Французькій Гвіані. Вони живуть у вологих рівнинних і заболочених тропічних лісах, на узліссях і в лісистих саванах. Зустрічаються зграйками, на висоті до 1400 м над рівнем моря. Живляться насінням і плодами. Гніздяться в дуплах дерев. В кладці від 3 до 5 яєць, інкубаційний період триває 25 днів, насиджують самиці. Пташенята покидають гніздо через 8 тижнів після вилуплення.